# Sidoumoukar-Hiro
Pour les articles homonymes, voir Sidoumoukar.
Ne doit pas être confondu avec Sidoumoukar (Iolonioro).
Sidoumoukar est un village du département et la commune rurale de Iolonioro (ou Nioronioro), situé dans la province de la Bougouriba et la région du Sud-Ouest au Burkina Faso.

## Géographie

### Démographie
- En 2006, le village comptait 117 habitants dont 60,7 % de femmes[1].